# Merritt Patterson

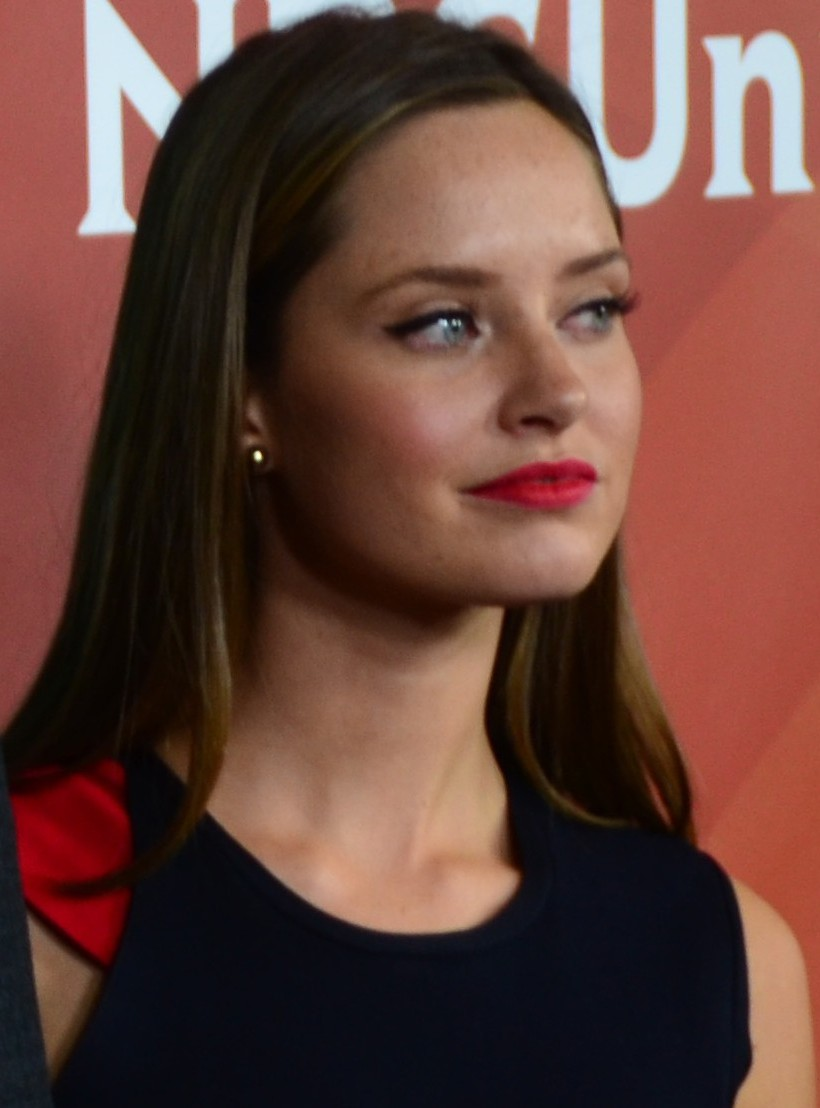
Merritt Patterson, 2015

Merritt Patterson (* 2. September 1990 in Whistler, British Columbia) ist eine kanadische Schauspielerin.

## Leben
Merritt Patterson wurde am 2. September 1990 in Whistler, British Columbia, geboren und wuchs dort auch auf. Schon in frühem Alter wollte Patterson Schauspielerin werden. Mit elf Jahren tanzte sie und war in Theaterstücken zu sehen.
Ihr Schauspieldebüt gab sie 2006 mit einer Nebenrolle in der ABC-Family-Serie Kyle XY. Anschließend hatte sie Gastrollen in Supernatural, Life Unexpected – Plötzlich Familie und Troop – Die Monsterjäger sowie in den Spielfilmen The Hole – Wovor hast Du Angst? und Percy Jackson: Diebe im Olymp zu sehen. In den darauffolgenden Jahren war sie verstärkt in Fernsehfilmen zu sehen, wie der Disney Channel Original Movie Radio Rebel – Unüberhörbar.
2013 konnte sich Patterson eine Hauptrolle als Olivia Matheson in dem kurzlebigen Pretty-Little-Liars-Spin-off Ravenswood sichern. Nach Einstellung der Serie im Jahr 2014 wirkte sie in den Spielfilmen Cannabis Kid, Primary und Wolves mit. Im Jahre 2015 verkörperte sie die Hauptrolle der Ophelia in der ersten Staffel der E!-Dramaserie The Royals.

## Filmografie (Auswahl)
- 2006: Kyle XY (Fernsehserie, 2 Episoden)
- 2009: Supernatural (Fernsehserie, Episode 4x13)
- 2009: The Hole – Wovor hast Du Angst? (The Hole)
- 2010: Life Unexpected – Plötzlich Familie (Life Unexpected, Fernsehserie, Episode 1x04)
- 2010: Percy Jackson – Diebe im Olymp (Percy Jackson & the Olympians: The Lightning Thief)
- 2011: Troop – Die Monsterjäger (The Troop, Fernsehserie, Episode 2x12)
- 2011: Space Transformers – Angriff aus dem All (Iron Invader, Fernsehfilm)
- 2012: The Pregnancy Project (Fernsehfilm)
- 2012: Radio Rebel – Unüberhörbar (Radio Rebel, Fernsehfilm)
- 2012: Rufus
- 2013–2014: Ravenswood (Fernsehserie, 10 Episoden)
- 2014: Cannabis Kid (Kid Cannabis)
- 2014: Primary
- 2014: Wolves
- 2014: Damaged (Fernsehfilm)
- 2015: The Royals (Fernsehserie, 11 Episoden)
- 2016: Motive (Fernsehserie, Episode 4x11)
- 2016: The Art of More – Tödliche Gier (The Art of More, Fernsehserie, 7 Episoden)
- 2017: Eine königliche Winterromanze (A Royal Winter, Fernsehfilm)
- 2017: Bad Date Chronicles (Fernsehfilm)
- 2017: Die Weihnachtshütte (The Christmas Cottage, Fernsehfilm)
- 2018: Wedding March 4: Something Old, Something New (Fernsehfilm)
- 2018: Unbroken: Path to Redemption
- 2018: Der König und die Eisprinzessin (Christmas at the Palace, Fernsehfilm)
- 2019: Forever in My Heart (Fernsehfilm)
- 2019: Eine Weihnachtsliebe zum Festhalten (Picture a Perfect Christmas, Fernsehfilm)
- 2020: Chateau Christmas (Fernsehfilm)
- 2021: Gingerbread Miracle (Fernsehfilm)
- 2021: Jingle Bell Princess (Fernsehfilm)
- 2021: The Now (Fernsehserie, 3 Episoden)
- 2022: Heatwave
- 2022: Catering Christmas (Fernsehfilm)
- 2023: One Perfect Match
- 2023: Twas the Text Before Christmas (Fernsehfilm)
- 2024: A Vintage Christmas